# Manjrekar James
Manjrekar James (Roseau, 1993. augusztus 5. –) kanadai válogatott labdarúgó, az ukrán Csornomorec Odesza játékosa, kölcsönben a dán Vejle csapatától.

## Pályafutása
James Manjrekar Roseau városában született Dominikában, majd szüleivel kilencéves korában költözött Kanadába. Tíz évesen a North York Hearts-Azzuri nevű klub volt az első csapata, majd 16 évesen aláírt az ontariói amatőr ligában szereplő Sigma FC-hez. Tizennyolc éves korában érdeklődött iránta a Mallorca, a német Padeborn csapatánál pedig próbajátékon is járt. Utóbbi csapathoz végül nem írt alá, míg a spanyol bajnokságba nem kapott játékengedélyt a külföldi játékosok beáramlását meghatározó szabály miatt.

### Pécsi MFC
2013 áprilisában a magyar élvonalban szereplő Pécsi MFC szerződtette. Eleinte csak a harmadik vonalban szereplő tartalékcsapat edzéseit látogatta. Az első csapattal szeptemberben gyakorolhatott először együtt. A Ligakupában mutatkozott be először a felnőttek között 2014. április 2-án. Október 18-án a bajnokságban is bemutatkozott, Frőhlich Roland helyére állt be csereként a Ferencváros ellen 0-2-re elveszített találkozón. Az idény végén a Pécs kiesett az élvonalból, James 16 találkozón egy góllal segítette a csapatot.

### Diósgyőri VTK
2015. augusztus 25-én a Diósgyőri VTK-hoz írt alá.

### Vasas
Egy szezont követően, 2016. június 8-án a Vasashoz igazolt. Tizenegy bajnokin segítette a végül bronzérmet szerző csapatot. A 2017–18-as idény előtt büntetést kapott a klub vezetőitől, amikor a mérkőzésre való indulás előtt kijelentette, hogy ő inkább a válogatott keretéhez csatlakozik a CONCACAF-aranykupán, mintsem klubcsapatát segítse az Európa-liga selejtezőiben.

### Midtjylland
2018. június 12-én hivatalossá vált, hogy a dán Midtjylland csapatánál folytatja pályafutását. A klub a következő szezonra kölcsönadta a második ligás Fredericiának. 2019 januárjában a Midtjylland visszahívta a kölcsönből a kanadai középpályást, aki fél szezon alatt 17 bajnokin egyszer volt eredményes a Fredericia színeiben.

### PASZ Lamía
2021. január 25-én kölcsönbe került a görög PASZ Lamía 1964 csapatához.

### Vejle
2021. július 1-jén jelentették be, hogy a Vejle csapatához írt alá.

### Csornomorec Odesza
2022. február 22-én a szezon hátralévő részében kölcsönbe került az ukrán Csornomorec Odesza csapatához.

## Sikerei, díjai
- Midtjylland:
  - Dán bajnok: 2019-20
  - Dán kupa: 2018-19

## Mérkőzései a kanadai válogatottban
| #   | Dátum               | Ellenfél           | Eredmény | Kiírás                             | Esemény |
| --- | ------------------- | ------------------ | -------- | ---------------------------------- | ------- |
| 1.  | 2015. január 16.    | Izland             | 1 – 2    | barátságos mérkőzés                | 74'     |
| 2.  | 2015. január 19.    | Izland             | 1 – 1    | barátságos mérkőzés                | 24' 68' |
| 3.  | 2015. június 12.    | Dominikai Közösség | 2 – 0    | Vb-selejtező                       |         |
| 4.  | 2016. március 29.   | Mexikó             | 0 – 2    | Vb-selejtező                       | 48'     |
| 5.  | 2016. június 7.     | Üzbegisztán        | 2 – 1    | barátságos mérkőzés                | 14'     |
| 6.  | 2016. szeptember 2. | Honduras           | 1 – 2    | Vb-selejtező                       | 35' 64' |
| 7.  | 2016. szeptember 6. | Salvador           | 3 – 1    | Vb-selejtező                       |         |
| 8.  | 2016. október 11.   | Marokkó            | 0 – 4    | barátságos mérkőzés                | 80'     |
| 9.  | 2016. november 11.  | Dél-Korea          | 0 – 2    | barátságos mérkőzés                | 46'     |
| 10. | 2017. március 22.   | Skócia             | 1 – 1    | barátságos mérkőzés                |         |
| 11. | 2017. június 13.    | Curaçaó            | 2 – 1    | barátságos mérkőzés                | 45' 75' |
| 12. | 2017. július 14.    | Honduras           | 0 – 0    | CONCACAF-aranykupa csoportkör      |         |
| 13. | 2017. július 20.    | Jamaica            | 1 – 2    | CONCACAF-aranykupa negyeddöntő     | 56'     |
| 14. | 2017. szeptember 2. | Jamaica            | 2 – 0    | barátságos mérkőzés                |         |
| 15. | 2018. március 24.   | Új-Zéland          | 1 – 0    | barátságos mérkőzés                |         |
| 16. | 2018. október 16.   | Dominikai Közösség | 5 – 0    | CONCACAF Nemzetek Ligája-selejtező |         |
| 17. | 2020. január 7.     | Barbados           | 4 – 1    | barátságos mérkőzés                |         |